# Dworzec autobusowy w Skierniewicach
Dworzec autobusowy w Skierniewicach – dworzec autobusowy umiejscowiony w Skierniewicach przy ul. Sienkiewicza w bezpośrednim sąsiedztwie dworca kolejowego. Kasa biletowa i informacja o odjazdach i przyjazdach znajduje się w budynku dworca kolejowego. Zarządcą dworca jest Przedsiębiorstwo Komunikacji Samochodowej w Skierniewicach Sp. z o.o.
Dworzec posiada trzy stanowiska odjazdowe.
Dworzec został przeniesiony z Placu Dworcowego 5 września 2011 r.
Obok stanowisk znajduje się przystanek autobusowy MZK linii autobusowych A, M, 1, 3, 6, 7, 10, S1, S2.
Przy dworcu znajduje się postój taksówek prywatnych korporacji.

## Połączenia PKS

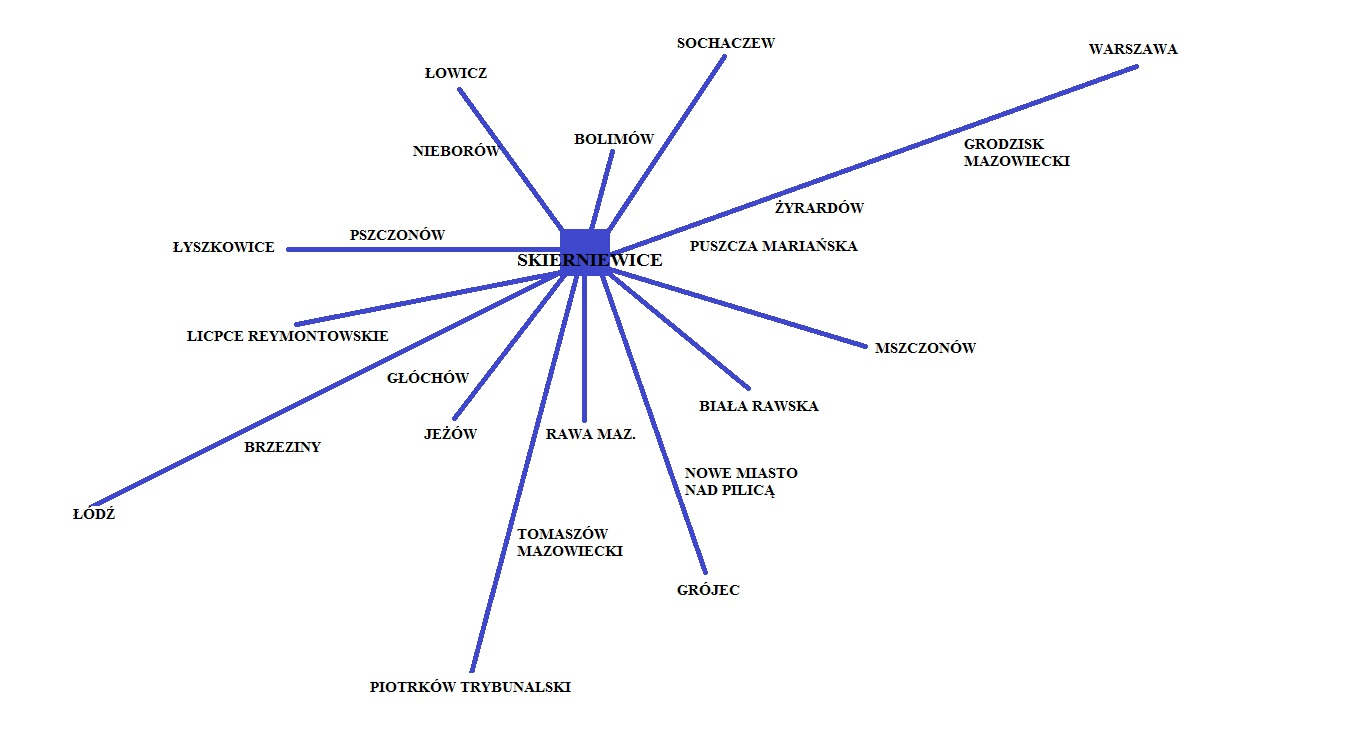
Schemat tras PKS Skierniewice do wybranych miejscowości

Z dworca PKS Skierniewice istnieją bezpośrednie połączenia do miast w województwie łódzkim, mazowieckim.
- Biała Rawska
- Brzeziny
- Łowicz
- Łódź
- Grójec
- Nowe Miasto nad Pilicą
- Mszczonów
- Piotrków Trybunalski
- Sochaczew
- Tomaszów Mazowiecki
- Warszawa
- Żyrardów
- Tuszyn
- Łęczyca
- Końskie